# 興昌里 (臺北市)
興昌里為台灣台北市文山區轄下一里。

## 里界
- 東至：萬美街二段與萬美里為鄰
- 西至：辛亥路四段與興泰里為界
- 南至：興德路62巷與興光里相接
- 北至：辛亥隧道山區與大安區毗鄰

## 歷史沿革
- 民國70年（1981年）行政區域調整，設立此里，屬台北市景美區。
- 民國79年（1990年）台北市行政區域調整併為文山區，仍沿用「興昌里」。
- 民國89年（2000年）台北市政府開始於市轄區之下設置次分區，此里屬於文山區興隆次分區之一里。

## 教育

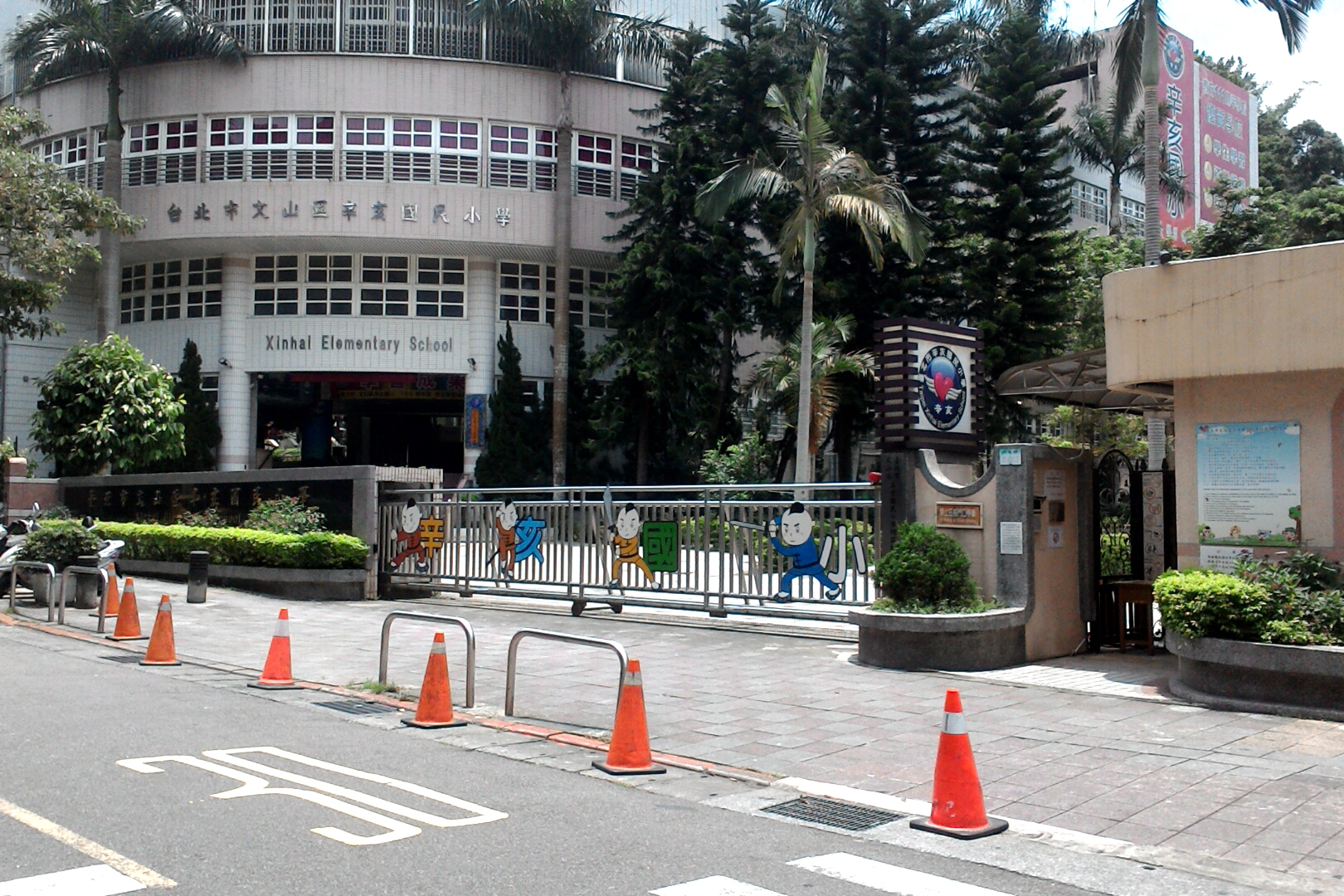
辛亥國小。

### 國民小學
- 臺北市文山區辛亥國民小學